# Domaine de Kubota
 (septembre 2016).

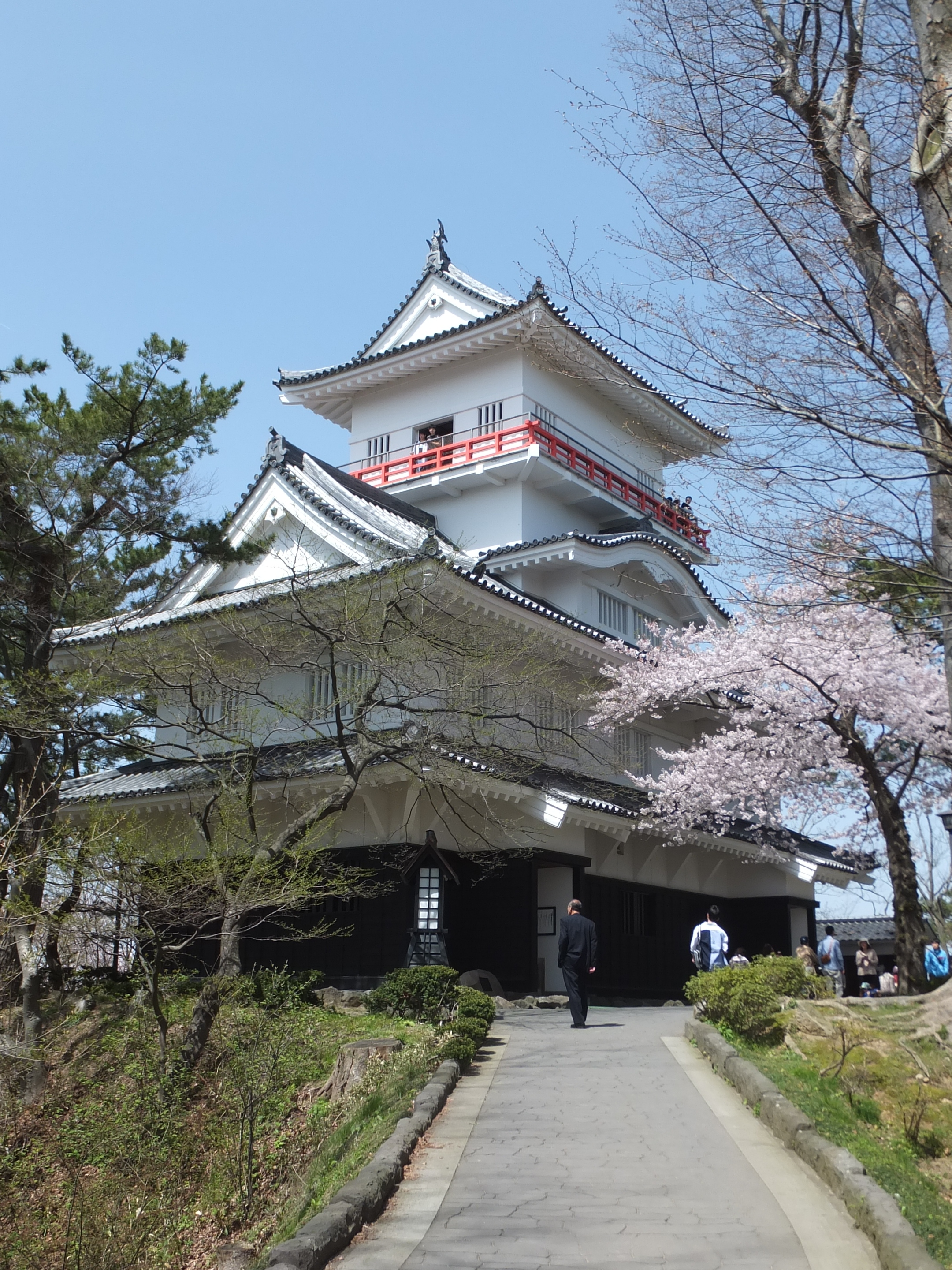
Château de Kubota, siège du domaine d'Akita.

Le domaine de Kubota (久保田藩, Kubota-han) est un domaine japonais de l'époque Edo, situé dans la province de Dewa (actuelle préfecture d'Akita). Le domaine de Kubota est également appelé domaine d'Akita (秋田藩, Akita-han). Il est contrôlé durant toute son histoire par le clan Satake. Durant la guerre de Boshin de 1868-1869, il rejoint l'Ōuetsu Reppan Dōmei, l'Alliance des domaines du Nord, mais s'en retire. Kubota est alors été attaqué par les forces encore fidèles à l'alliance. Comme tous les autres domaines, il est dissous en 1871.

## Histoire

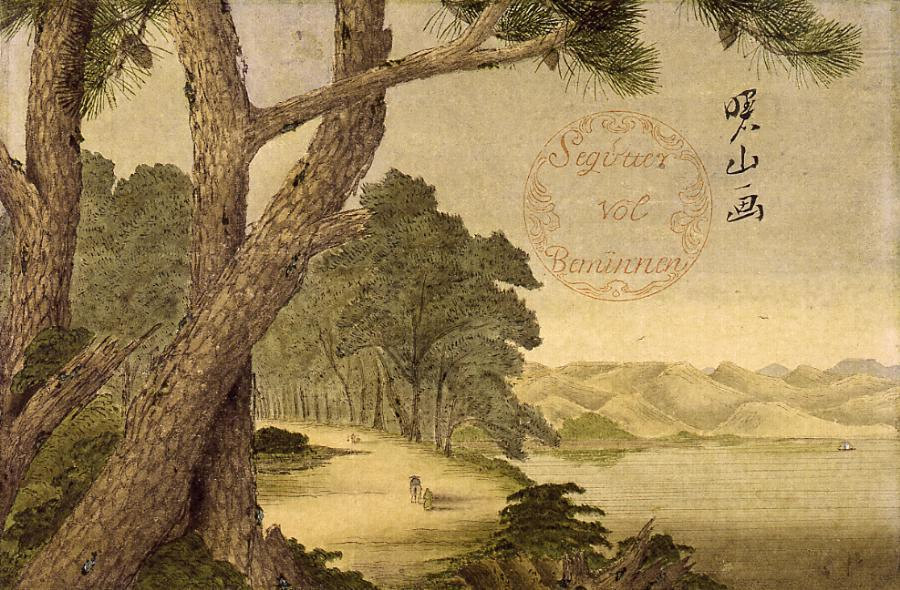
Peinture de Satake Yoshiatsu (Shozan Satake), 8e seigneur de Kubota.

Le clan Satake, qui contrôlait Kubota, venait à l'origine de la province de Hitachi. En 1600, les Satake ont combattu du côté de l'armée de l'Ouest durant la bataille de Sekigahara. Après la défaite face à Ieyasu Tokugawa, le clan Satake s'est vu autoriser de perdurer, mais a été puni. Les revenus du clan furent sévèrement réduits et, en 1602, ses territoires ont été déplacés à Kubota, un fief beaucoup plus petit dans le nord du Japon où ils sont restés jusqu'en 1871. Du fait de cette baisse de revenu (presque de moitié de leur revenu précédent d'environ 540 000 koku), les Satake ont dû congédier beaucoup de leurs obligés et ont baissé les salaires de ceux qu'ils gardaient.
Le niveau de revenu de Kubota était de 205 000 koku et il a été classifié en tozama daimyo. Il a eu deux sous-domaines : Iwasaki (20 000 koku) et l'éphémère Kubota-shinden (10 000 koku). Le domaine a souvent eu des crises agricoles, qui ont causé plusieurs émeutes rurales, au cours de son histoire. Il a été également secoué par des troubles internes (o-ie sōdō), l'« agitation de Satake » (佐竹騒動, Satake-sōdō), qui a été causée par les problèmes financiers.

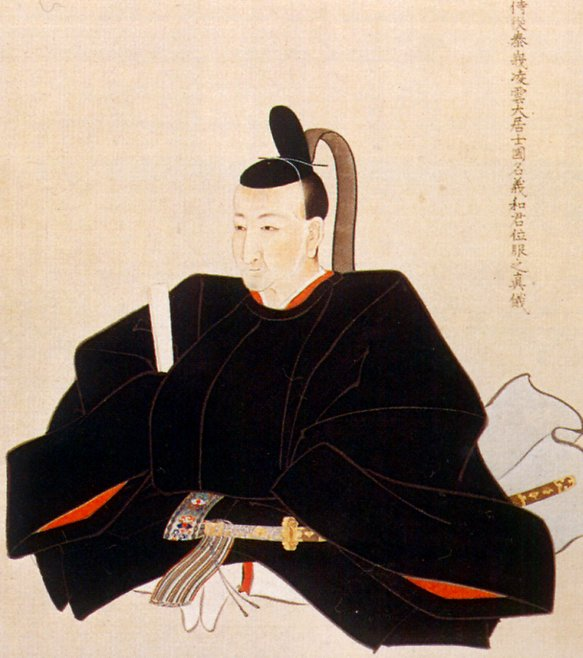
Satake Yoshimasa, 9e seigneur de Kubota.

Satake Yoshiatsu (mieux connu par son nom de plume Shozan Satake), le 8e seigneur de Kubota, était un artiste accompli. Il a peint un certain nombre de peintures dans le style hollandais, et a également écrit trois traités sur les techniques de peinture européennes, dont la description de la perspective. Il étudiait également le rangaku sous Gennai Hiraga, qu'il avait invité à Akita pour qu'il le conseille sur la gestion des mines de cuivre du domaine. Pendant la vie de Yoshiatsu, l'« école Akita » (秋田派, Akita-ha) a vu le jour et s'est brièvement épanouie.
Le domaine de Kubota était original du fait qu'il avait plus d'un château, en dépit de la règle d'un château par domaine imposée par le shogunat Tokugawa. Le château principal était celui de Kubota mais il y avait également des châteaux à Yokote et à Ōdate, et cinq autres : Kakudate, Yuzawa, Hiyama, Jūniso et In'nai. Chacun de ces derniers était gouverné par un ancien serviteur qui agissait comme si c'était sa propre ville. Les serviteurs avaient eux-mêmes des domestiques personnels qui résidaient dans ces villes fortifiées.
Deux des familles servant le domaine de Kubota étaient des branches de la famille Satake. Une était des Satake du Nord (Satake-hokke), avec un revenu de 10 000 koku. L'autre était des Satake de l'Ouest (Satake-nishi ke), avec un revenu de 7 200 koku. La famille des Satake du Nord avait des propriétés disposées autour de Kakudate, un des riches domaines mentionnés ci-dessus ; les Satake de l'Ouest résidaient dans et autour d'Ōdate. Le château de Yokote était sous la responsabilité d'une autre famille de karō, les Tomura. Norihisa Satake, le maire d'Akita d'alors (Akita, l'ancienne ville fortifiée du domaine), est un descendant des Satake du Nord.
Pendant sa domination sur Kubota, le clan Satake a été classé comme daimyo propriétaire (国持ち大名, kunimochi daimyō) et a eu le privilège d'aller aux audiences du shogunat dans le Grand Hall (Ohiroma) du château d'Edo.

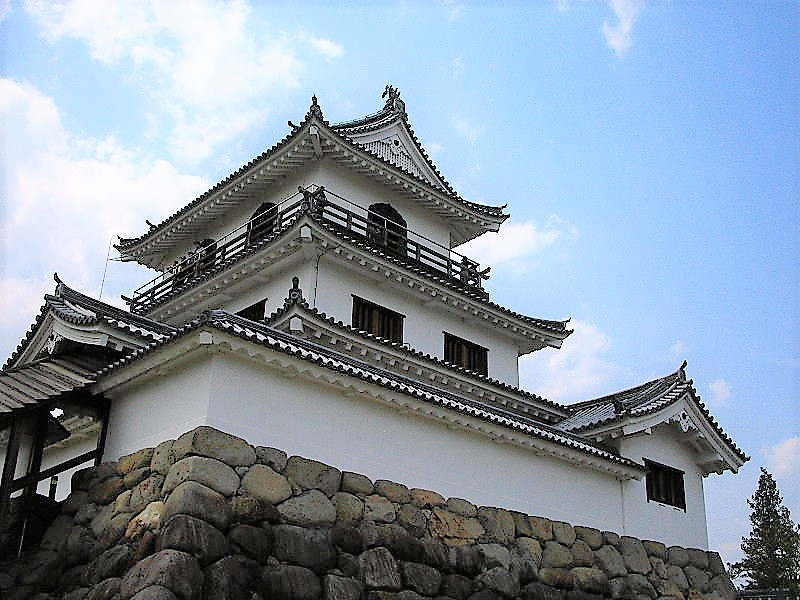
Château de Shiroishi, siège de l'Ōuetsu Reppan Dōmei.

Pendant la guerre de Boshin de 1868-1869, le clan Satake faisait partie de l'Ōuetsu Reppan Dōmei, l'Alliance des domaines nordiques menées par le domaine de Sendai. La délégation du clan Satake à Shiroishi, le siège de l'alliance, a été conduite par l'aîné du clan (karō), Yoshiari Tomura. Cependant, les Satake ont eu des difficultés politiques avec l'alliance, qui ont abouti au massacre à Akita d'une délégation de Sendai, le 21 août 1868, et à l'exposition des têtes des messagers sur une potence au château d'Akita.
La délégation, menée par Matazaemon Shimo, a été envoyée pour inviter le domaine d'Akita à remettre Kujō Michitaka et d'autres fonctionnaires de la délégation impériale qui avait été envoyée dans la région pour appeler à la cause impériale[pas clair]. Les Satake ont alors quitté l'alliance et ont soutenu l'armée impériale ; onze jours plus tard, le 1er septembre 1868, le clan Tsugaru du domaine voisin de Hirosaki a suivi le mouvement. En réponse, les domaines de Morioka et d'Ichinoseki ont envoyé des troupes pour attaquer Kubota.
Les forces de Kubota étaient aux abois[pas clair] pour défendre leur territoire, ainsi les troupes d'alliance avaient sérieusement avancé lors de la fin de la guerre dans le nord de Honshū. Début 1869, Yoshitaka Satake a officiellement donné les registres du domaine au gouvernement impérial et a été fait gouverneur impérial du domaine d'Akita (han chiji). Milieu 1869, le gouvernement impérial a récompensé le service rendu par la lignée principale du clan Satake, en augmentant son revenu de 20 000 koku. Les chefs des branches ont été démis de leurs fonctions de daimyos en 1871, et se sont installés à Tokyo.

## Liste des daimyos
- Satake Yoshinobu (1570-1633)
- Satake Yoshitaka (1609-1672)
- Satake Yoshizumi (1637-1703)
- Satake Yoshitada (1695-1715)
- Satake Yoshimine (1690-1745)
- Satake Yoshimasa (1728-1753)
- Satake Yoshiharu (1723-1758)
- Satake Yoshiatsu (1748-1785)
- Satake Yoshimasa (1775-1815)
- Satake Yoshihiro (1812-1846)
- Satake Yoshichika (1839-1857)
- Satake Yoshitaka (1825-1884)

## Source de la traduction
- (en) Cet article est partiellement ou en totalité issu de l’article de Wikipédia en anglais intitulé « Kubota Domain » (voir la liste des auteurs).